# Britz (Berlino)

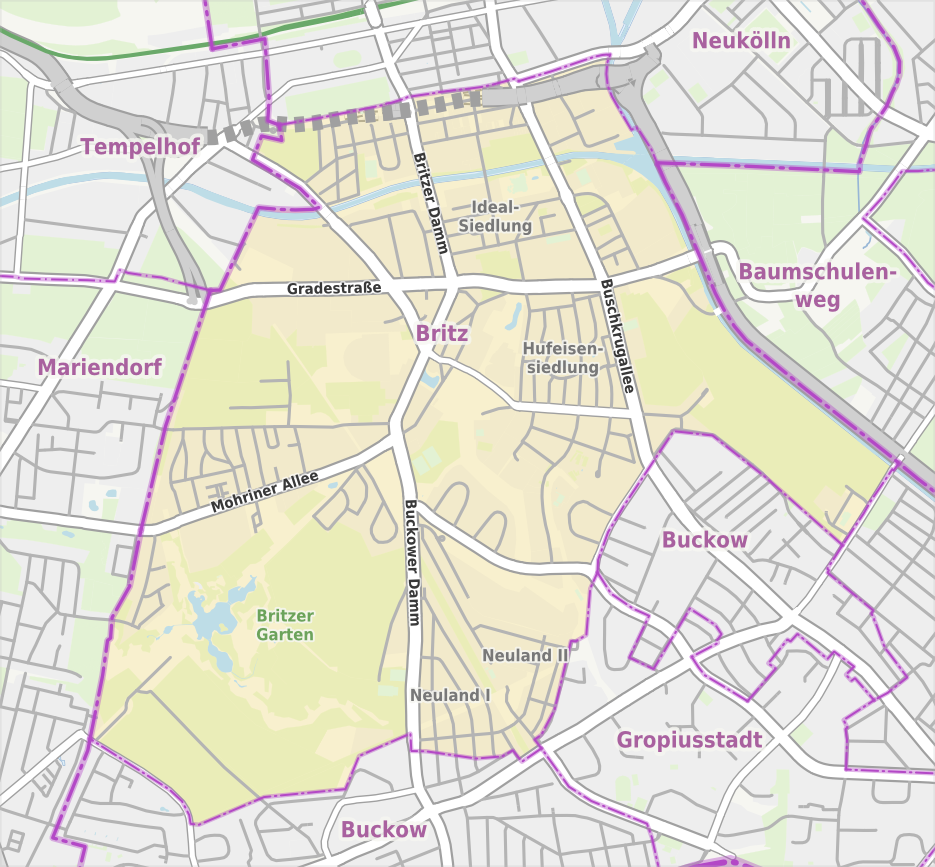
Mappa del quartiere

Britz è un quartiere (Ortsteil) di Berlino, appartenente al distretto (Bezirk) di Neukölln.

## Posizione
Bagnato dal Teltowkanal, Britz si trova nella zona sud-orientale della città. Procedendo da nord in senso orario, Britz confina con i quartieri di Neukölln, Baumschulenweg, Rudow, Buckow, Gropiusstadt, Buckow (di nuovo), Mariendorf e Tempelhof.

## Storia
Il 1º aprile 1912 modificò il nome in Berlin-Britz. Già comune autonomo, venne annessa nel 1920 alla "Grande Berlino", venendo assegnata al distretto di Neukölln.

## Da vedere
- Hufeisensiedlung, una delle residenze in stile moderno considerate dall'UNESCO patrimonio dell'umanità;
- Britzer Garten